# Södervik

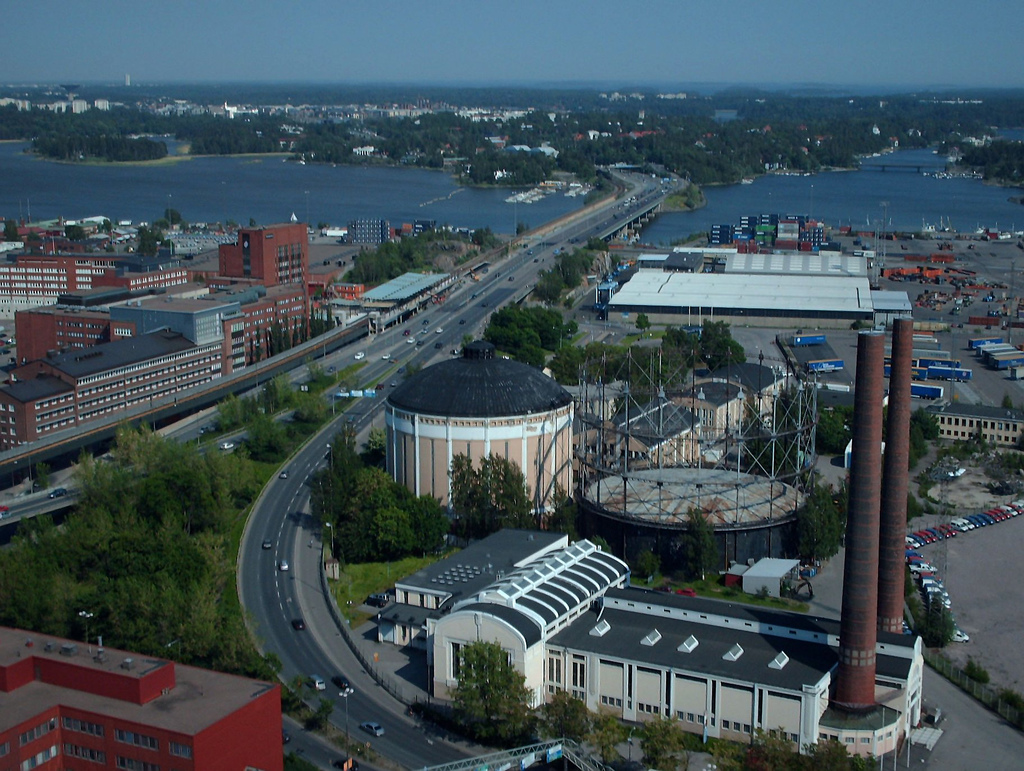
Södervik före omfattande ombyggnadsarbeten

Södervik (finska: Suvilahti) är ett före detta energiproduktionsområde i Sörnäs i Helsingfors.
Under de kommande åren byggs området till ett kulturcentrum enligt ett motsvarande verksamhetskoncept som i Kabelfabriken. Södervik kommer att inrikta sig på kultur och näringsverksamhet som stödjer kulturen. Förvaltnings- och verksamhetsmodellen för den nya stadskulturmiljön är av samma typ som på Kabelfabriken. I Södervik byggs arbets-, ateljé- och scenutrymmen för konstnärer och konstnärsgrupper samt andra aktörer inom kulturen.
Konditionskartläggningarna, grundreparationerna och renoveringarna på området kommer att pågå i flera år: för närvarande uppskattar man att lokalerna i byggnaderna är uthyrda och fulla med verksamhet cirka åren 2015-2018, men tekniskt sett är byggnaderna på motsvarande nivå som i Kabelfabriken cirka år 2022.
Parallellt med reparationsarbetena utformas verksamhetskonceptet för området. Det ser ut som om ett av de mest omfattande innehållsområdena kommer att bli scenkonst: bl.a. flera självständiga teatergrupper har uttryckt önskemål om att verka i Södervik, och centret för ny cirkus, Cirko, inledde verksamhet på området år 2011.
Ändringen av området i Södervik till kulturcentrum utgör en del av det omfattande utvecklingsarbetet vid Sörnäs strand och Fiskhamnen. På strandområdet byggs under årens lopp en ny stadsdel, som när den blir färdig kommer att ha ca 17 000 invånare och ca 10 000 arbetsplatser.